# Tentative de coup d'État de 1935 en Grèce

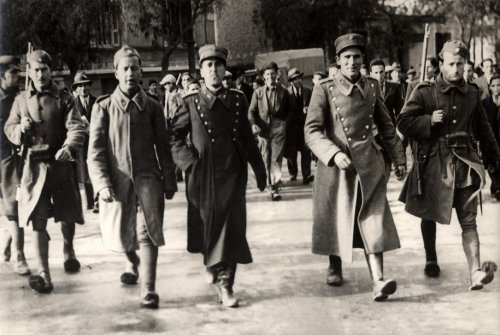
Des officiers grecs ayant participé à la tentative de putsch, escortés par des gardes.

Le coup d'État vénizéliste de mars 1935 (en grec moderne Κίνημα του 1935 / Kínima tou 1935) est une tentative de putsch organisée, en Grèce, par des officiers vénizélistes contre le gouvernement de Panagis Tsaldaris, suspecté de sympathies pour la monarchie.
Organisé par le général Nikolaos Plastiras[réf. nécessaire], le coup d'État éclate le 1er mars 1935 mais échoue à s'imposer à Athènes et dans la majeure partie de la Grèce continentale. Le gouvernement légitime réagit rapidement et les forces loyalistes conduites par le général Geórgios Kondýlis écrasent la révolte le 11 mars. À cette date, Elefthérios Venizélos lui-même est obligé de quitter le pays.  
Une fois le putsch écrasé, un tribunal militaire est mis en place afin de purger les forces armées grecques de leurs éléments vénizélistes et républicains. Deux généraux vénizélistes de premier ordre, Anastasios Papoulas et Miltiadis Koimisis, ainsi que le major Stamatis Volanis sont condamnés à mort le 24 avril. Par ailleurs, Venizélos et Plastiras sont condamnés à mort par contumace. 
Dans la sphère politique, l'échec du coup d'État marque le triomphe des forces anti-vénizélistes et favorise la chute de la Deuxième République hellénique, déjà moribonde. En octobre 1935, l'armée, conduite par Kondylis, renverse en effet le gouvernement de Tsaldaris. Kondylis se proclame régent et organise un référendum en novembre qui aboutit à la restauration de la monarchie et du roi Georges II de Grèce.